# Bräntings haid
Bräntings haid är ett naturreservat i Rute socken i Region Gotland på Gotland.
Området är naturskyddat sedan 2001 och är 423 hektar stort. Reservatet består av lågvuxen tallskog trädlösa fukthedar och alvarmarker. 